# Take Care (album)
Take Care is het tweede studioalbum van de Canadese rapper Drake. Het werd uitgebracht op 15 november 2011 door Young Money Entertainment, Cash Money Records en Republic Records. De gastoptredens op het album werden gevormd door The Weeknd, Rihanna, Kendrick Lamar, Birdman, Nicki Minaj, Rick Ross, Lil Wayne en André 3000. 
Take Care debuteerde op nummer één in de Billboard 200 en verkocht 631.000 exemplaren in de eerste week van de verkoop. Verschillende singles van het album zagen ook aanzienlijk commercieel succes, de singles "Headlines", "Make Me Proud", "The Motto" en "Take Care" kwamen in de top-20 van de Billboard Hot 100. Het album won de prijs voor Best Rap Album op de Grammy Awards 2013. 

## Tracklist
| 1.                 | Over My Dead Body                              | 40, Kreviazuk            | 4:32 |
| 2.                 | Shot for Me                                    | 40                       | 3:44 |
| 3.                 | Headlines                                      | Boi-1da, 40              | 3:56 |
| 4.                 | Crew Love (met The Weeknd)                     | Illangelo, The Weeknd    | 3:28 |
| 5.                 | Take Care (met Rihanna)                        | Jamie xx, 40             | 4:37 |
| 6.                 | Marvins Room                                   | 40                       | 5:47 |
| 7.                 | Buried Alive Interlude (met Kendrick Lamar)    | 40, Supa Dups            | 2:31 |
| 8.                 | Under Ground Kings                             | T-Minus, 40              | 3:32 |
| 9.                 | We'll Be Fine (met Birdman)                    | T-Minus, 40              | 4:08 |
| 10.                | Make Me Proud (met Nicki Minaj)                | T-Minus                  | 3:39 |
| 11.                | Lord Knows (met Rick Ross)                     | Just Blaze               | 5:07 |
| 12.                | Cameras / Good Ones Go Interlude               | 40, Drake                | 7:15 |
| 13.                | Doing It Wrong                                 | 40                       | 4:25 |
| 14.                | The Real Her (met Lil Wayne en André 3000)     | 40, Drake                | 5:21 |
| 15.                | Look What You've Done                          | Chase N. Cashe, 40       | 5:02 |
| 16.                | HYFR (Hell Ya Fucking Right) (met Lil Wayne)   | T-Minus                  | 3:26 |
| 17.                | Practice                                       | 40, Drake                | 3:57 |
| 18.                | The Ride                                       | Doc McKinney, The Weeknd | 5:51 |
| 19.                | The Motto (iTunes bonus track) (met Lil Wayne) | T-Minus                  | 3:01 |
| 20.                | Hate Sleeping Alone (iTunes bonus track)       | 40                       | 3:33 |
| Totale duur: 86:17 |                                                |                          |      |